# Temporada 1969-70 de los Cincinnati Royals
La temporada 1969-70 fue la vigésimo segunda de los Royals en la NBA. La temporada regular acabó con 36 victorias y 46 derrotas, ocupando el quinto puesto de la División Este, no logrando clasificarse para los playoffs.

## Elecciones en elDraft
| Ronda | Puesto | Jugador        | Posición     | Nacionalidad   | Universidad            |
| ----- | ------ | -------------- | ------------ | -------------- | ---------------------- |
| 1     | 8      | Herm Gilliam   | Base/Escolta | Estados Unidos | Purdue                 |
| 3     | 37     | Luther Rackley | Pívot        | Estados Unidos | Xavier                 |
| 3     | 41     | Luther Green   | Ala-Pívot    | Estados Unidos | Long Island            |
| 5     | 65     | Jake Ford      | Base         | Estados Unidos | Maryland Eastern Shore |

## Temporada regular
| x-New York Knicks    | 60 | 22 | .732 | –  |
| x-Milwaukee Bucks    | 56 | 26 | .683 | 4  |
| x-Baltimore Bullets  | 50 | 32 | .610 | 10 |
| x-Philadelphia 76ers | 42 | 40 | .512 | 18 |
| Cincinnati Royals    | 36 | 46 | .439 | 24 |
| Boston Celtics       | 34 | 48 | .415 | 26 |
| Detroit Pistons      | 31 | 51 | .378 | 29 |

## Estadísticas
| Rk | Jugador          | Edad | P  | PT | MP   | TC  | TCI  | %TC  | TL  | TLI | %TL   | RB   | AS  | FP  | PTS  |
| -- | ---------------- | ---- | -- | -- | ---- | --- | ---- | ---- | --- | --- | ----- | ---- | --- | --- | ---- |
| 1  | Oscar Robertson  | 31   | 69 |    | 41.5 | 9.4 | 18.4 | .511 | 6.6 | 8.1 | .809  | 6.1  | 8.1 | 2.5 | 25.3 |
| 2  | Tom Van Arsdale  | 26   | 71 |    | 35.8 | 8.7 | 19.4 | .451 | 5.4 | 6.9 | .774  | 6.5  | 2.2 | 3.5 | 22.8 |
| 3  | Norm Van Lier    | 22   | 81 |    | 35.7 | 3.7 | 9.2  | .403 | 2.0 | 2.8 | .741  | 5.0  | 6.2 | 4.1 | 9.5  |
| 4  | Connie Dierking  | 33   | 76 |    | 32.2 | 6.9 | 16.4 | .419 | 3.0 | 4.0 | .752  | 8.2  | 2.2 | 3.6 | 16.7 |
| 5  | Jerry Lucas      | 29   | 4  |    | 29.5 | 4.5 | 8.8  | .514 | 1.3 | 1.8 | .714  | 11.3 | 2.3 | 1.3 | 10.3 |
| 6  | Johnny Green     | 36   | 78 |    | 29.2 | 6.2 | 11.0 | .559 | 3.3 | 5.5 | .592  | 10.8 | 1.4 | 3.4 | 15.6 |
| 7  | Fred Foster      | 23   | 74 |    | 28.1 | 6.2 | 13.9 | .449 | 2.4 | 3.3 | .724  | 4.2  | 1.4 | 2.8 | 14.8 |
| 8  | Herm Gilliam     | 23   | 57 |    | 20.4 | 3.1 | 7.7  | .406 | 1.2 | 1.6 | .747  | 3.8  | 3.1 | 2.9 | 7.5  |
| 9  | Luther Rackley   | 23   | 66 |    | 19.0 | 2.9 | 6.4  | .449 | 1.9 | 3.0 | .636  | 5.7  | 0.8 | 3.1 | 7.6  |
| 10 | Bill Turner      | 25   | 69 |    | 15.9 | 2.7 | 6.5  | .417 | 1.7 | 2.3 | .752  | 4.2  | 0.6 | 2.7 | 7.2  |
| 11 | Adrian Smith     | 33   | 32 |    | 14.2 | 1.9 | 4.6  | .405 | 1.6 | 1.9 | .867  | 1.0  | 1.4 | 1.8 | 5.4  |
| 12 | Jim King         | 28   | 31 |    | 9.2  | 1.1 | 2.7  | .410 | 0.7 | 0.9 | .815  | 1.5  | 1.4 | 1.3 | 2.9  |
| 13 | Wally Anderzunas | 24   | 44 |    | 8.4  | 1.5 | 3.8  | .392 | 0.7 | 1.0 | .630  | 1.9  | 0.2 | 1.1 | 3.6  |
| 14 | Bob Cousy        | 41   | 7  |    | 4.9  | 0.1 | 0.4  | .333 | 0.4 | 0.4 | 1.000 | 0.7  | 1.4 | 1.6 | 0.7  |

## Galardones y récords
| Jugador         | Galardón                              |
| Oscar Robertson | 2.º Mejor quinteto de la NBA All-Star |
| Tom Van Arsdale | All-Star                              |